# Parafia św. Jana Ewangelisty i Narodzenia Najświętszej Maryi Panny w Długoborze
Parafia Świętego Jana Ewangelisty i Narodzenia Najświętszej Maryi Panny w Długoborze – rzymskokatolicka parafia w Długoborze, należąca do archidiecezji warmińskiej i dekanatu Orneta. Została utworzona w 1948. Prowadzą ją księża werbiści.